# Kamarcsa vára
Kamarcsa vára (horvátul: Zamak Komarnica) egy várhely Horvátországban, a Kapronca-Kőrös megyei Kamarcsa (Novigrad Podravski) település területén.

## Fekvése
A település déli részén a Komarnica-patak nagy kanyarjában található, mely ma is méterekkel kiemelkedik a környezetéből.

## Története
A vár, mely 1316 és 1322 között épülhetett a Varasdon, Kaproncán, Verőcén és Eszéken áthaladó fontos drávamenti hadiutat ellenőrizte a korabeli forrásokban „Camarniza”,  „Comarcha” és „Komarnic” alakban is feltűnik, várispánság és főesperesség székhelye is volt. A település és vára ebben az időben Babonics János birtokában volt. Nem sokkal ez után Mikcs bán tulajdonába került. Kamarcsa eredetileg ősi horvát nemzetségi megye lehetett, melyet már Imre király egy 1201-ben kelt oklevele említ. Névadója, a Komár nemzetség neve egy ősi horvát törzs nevéből keletkezhetett. A Kamarcsa név 1229-ben víznévként is felbukkan egy oklevélben, melyben azokról földekről esik szó, melyek Illés fiai, Pál és Gergely tulajdonában voltak. Birtokként 1256-ban említik először, 1316-ban pedig már egyháza is szerepel „ecclesia beate virgins de Kamarcha” alakban. A virágzó középkori település várával együtt valószínűleg 1532-ben pusztult el, amikor a Kőszeg ostroma alól visszatérő szultáni sereg más környező várakkal együtt földig rombolta.

## A vár mai állapota
Kamarcsa (Novigrad Podravski) település belterületének déli végében a Komarnica-patak egy szinte teljesen kör alakú völgyön keresztül folyik át. A völgy a közepén, Božo Pavetić malmának közelében, egy valódi sziget jött létre. Ennek a csúcsánál állt a feltételezések szerint az ispánsági vár. A sziget maga egy 67 méteres átmérőjű kör alakú terület, a patak vízszintjétől mintegy 5-6 méter magas van. Valószínűsíthető, hogy a várat egykor három védőárok is övezte. Ezekből ma már csak egy látható. A vár valószínűleg ispánsági várként a 10. vagy 11. században jött létre. Mára csak néhány tégla maradt belőle. A területen középkori edénytöredékeket, emberi csontokat és néhány nyílhegyet találtak.